# Sanschijka
Sanschijka (ukrainisch Санжійка; russisch Санжейка Sanscheika) ist ein Dorf in der ukrainischen Oblast Odessa mit etwa 800 Einwohnern (2001).

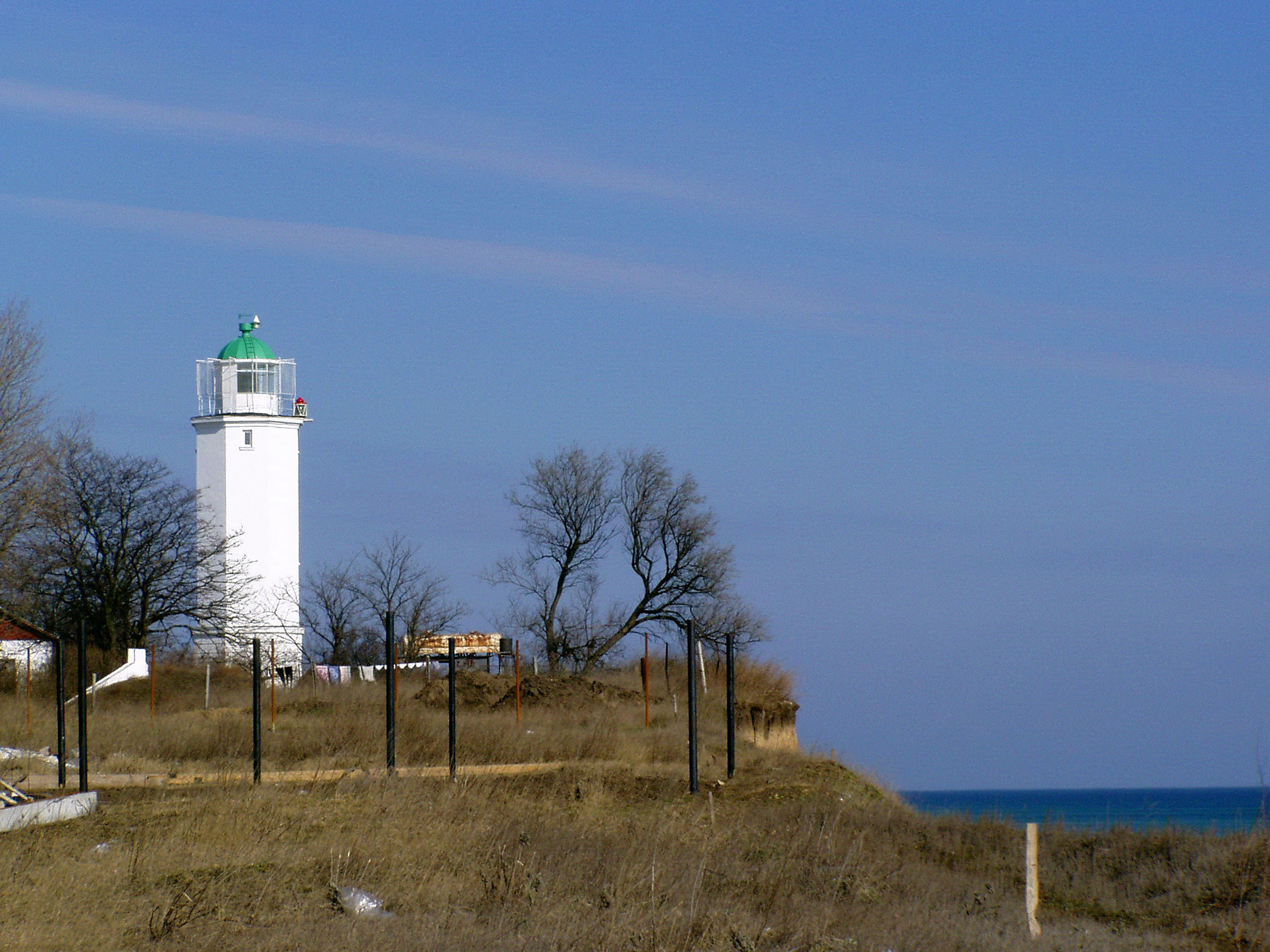
Alter Leuchtturm der Ufersiedlung, 2004

1792 wurde an Stelle der heutigen Ortschaft eine Militärstation errichtet, um die in der ersten Hälfte des 19. Jahrhunderts das Dorf entstand.

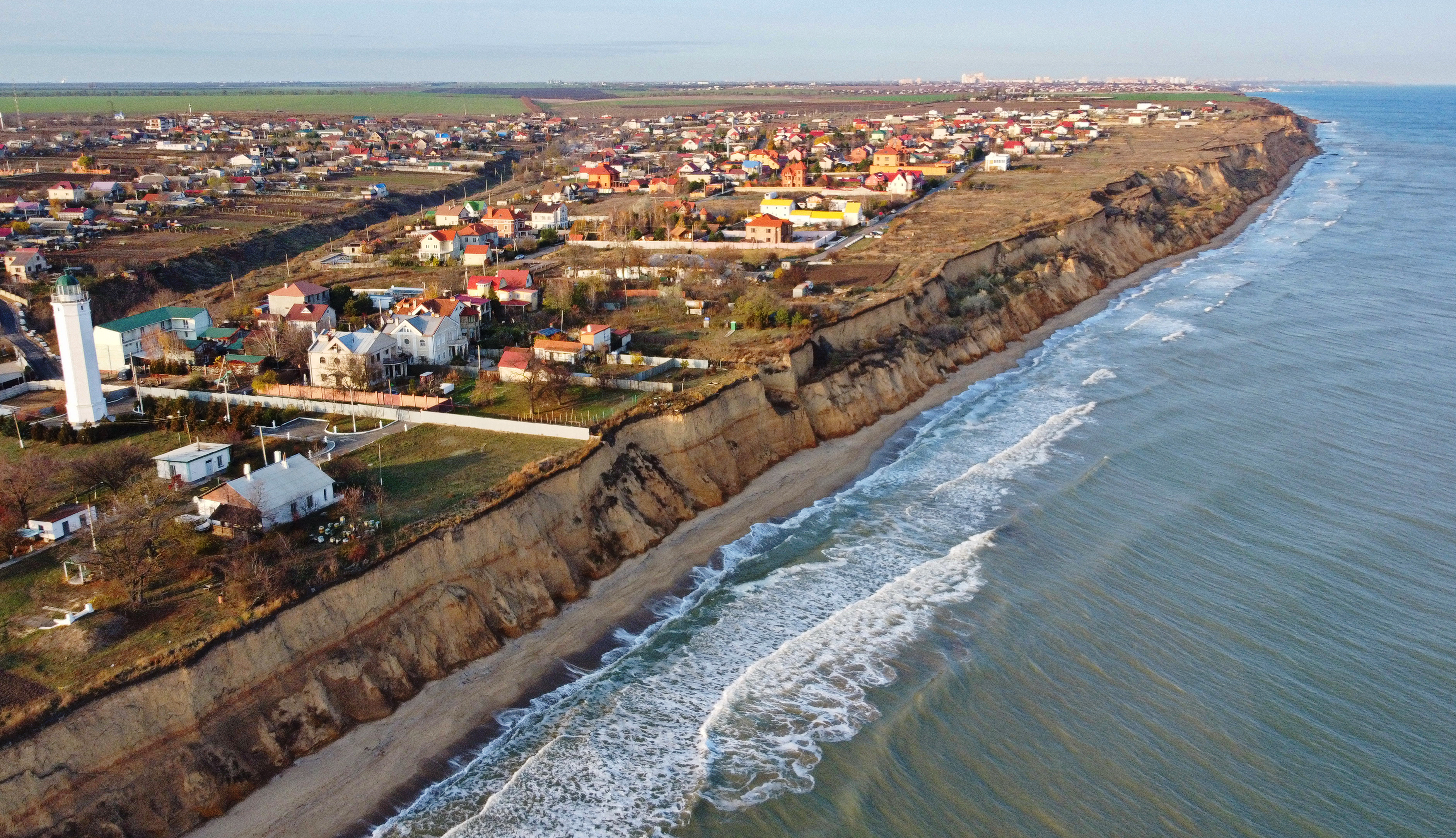
Schwarzmeerküste bei Sanschijka

Die Ortschaft liegt auf einer Höhe von 17 m am Ufer des Schwarzen Meers nördlich der Mündung des 71 km langen Baraboj, etwa 7 km östlich vom Gemeindezentrum Dalnyk, 15 km östlich vom ehemaligen Rajonzentrum Owidiopol und 34 km südlich vom Oblastzentrum Odessa.
In Sanschijka befindet sich seit Ende 2010 ein neuerbauter Leuchtturm, der, nach häufigem Wegbrechen des Küstenabschnitts, etwas weiter landeinwärts als seine Vorgängerbauten errichtet wurde. Außerdem steht seit 2012 ein Denkmal an den Schriftsteller Konstantin Paustowski im Dorf, der hier längere Zeit verbrachte und Sanschijka mehrfach in einem seiner Romane erwähnte.
Sanschijka besitzt eine evangelische Kirche der Baptisten und ein Kirchengebäude der Ukrainisch-Orthodoxe Kirche. Des Weiteren gibt es in dem bei Badegästen beliebten Dorf mehrere Geschäfte, eine Grundschule, einen Kindergarten und eine Geburtshilfestation.
Im Dorf trifft die Territorialstraße T–16–47 auf die T–16–41.
Am 4. August 2017 wurde das Dorf ein Teil der Landgemeinde Dalnyk im Rajon Owidiopol; bis dahin war es ein Teil der Landratsgemeinde Dalnyk im Süden des Rajons Owidiopol.
Am 17. Juli 2020 wurde der Ort Teil des Rajons Odessa.